# Leucadendron loeriense
Espèce
Leucadendron loeriense est une espèce de plantes à fleurs de la famille des Proteaceae. Cet arbuste à fleurs, originaire du Cap-Occidental en Afrique du Sud, fait partie du fynbos.

## Galerie

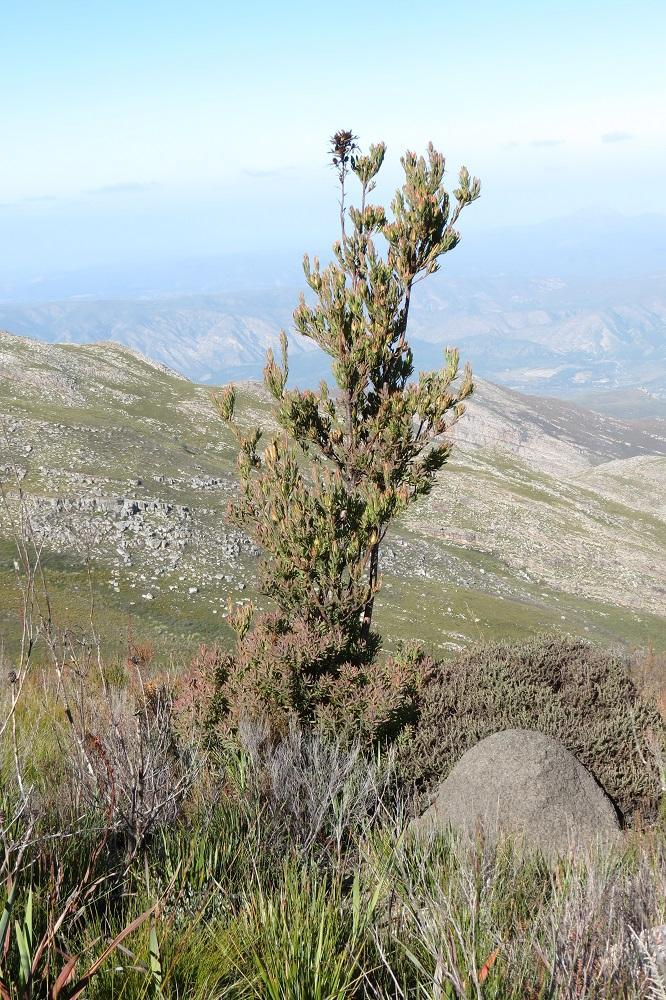
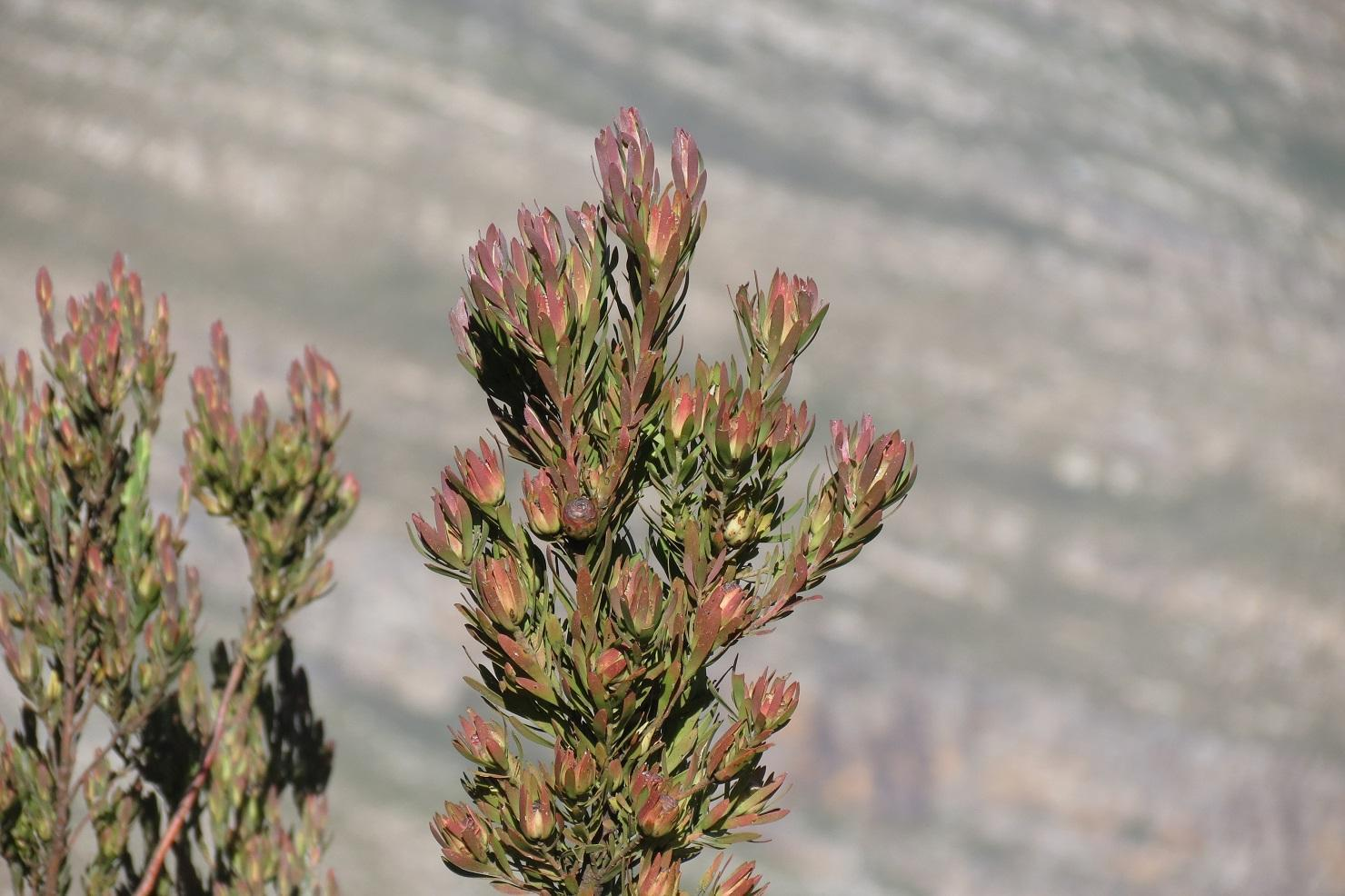
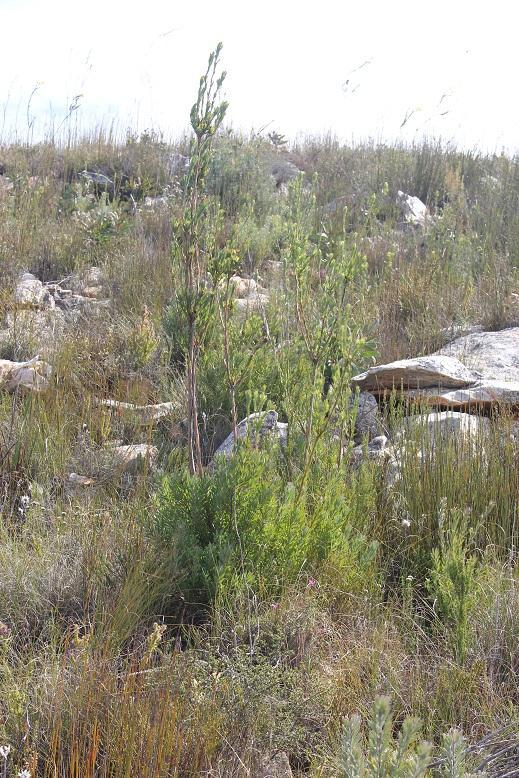

## Description
Cet arbuste atteint 2,5 m de haut et fleurit en décembre et janvier. Le feu détruit la plante, mais les graines survivent. Elles sont stockées dans un trou sur la plante femelle, puis libérées là où elles tombent au sol et sont probablement disséminées par le vent. La plante est unisexuée ; il existe donc des plants distincts avec des fleurs mâles et femelles, pollinisées par les insectes. 

## Répartition et habitat
Leucadendron loeriense est endémique du Cap-Occidental en Afrique du Sud et se rencontre sur les monts Elandsberg, Baviaanskloof et Groot-Winterhoek. La plante pousse principalement dans les sols gréseux à une altitude comprise entre 450 et 1 200 m.

## Dénominations
Cet arbuste est appelé communément en afrikaans Loerietolbos, et, en anglais, Loerie Conebush.

## Systématique
Le nom correct complet (avec auteur) de ce taxon est Leucadendron loeriense I.Williams (d).